# Acherusia
Acherusia (Oudgrieks 'Αχερουσια λιμνη of 'Αχερουσις) was een slijkerig meer in Thesprotië, waardoor de Acheron loopt.
De naam van dit meer werd evenals die van de Acheron in het oud-Griekse volksgeloof op een poel der onderwereld overgedragen. Daarenboven dragen nog verscheidene andere meren deze naam, bijvoorbeeld een meer in het Italiaanse landschap Campanië, waardoor men verhaalde, dat Herakles naar de onderwereld was afgedaald. Er was er ook een in Hermione in Argolis, en nabij Heraclea in Bithynië.
Een dezer meren lag bij Memphis en de Egyptenaren voerden hun doden daarover, om die op een grote gemeenschappelijke begraafplaats te begraven.